# Sinfonia n. 3 (Bruckner)
La Sinfonia n. 3 in Re minore (WAB 103) di Anton Bruckner fu dedicata a Richard Wagner: infatti molte volte tuttora è chiamata Sinfonia di Wagner. Fu scritta nel 1873, revisionata nel 1877 e nuovamente nel 1891.
Nel 1873 Bruckner inviò la sua seconda e la sua terza sinfonia a Wagner, chiedendogli di sceglierne una. Il giorno dopo il compositore andò a fargli una visita per chiedergli qual era la sua scelta definitiva, ma bevettero così tanta birra insieme che Bruckner dimenticò quale sinfonia avesse scelto Wagner. Così gli scrisse una lettera dicendogli "Sinfonia in re minore, dove la tromba introduce il tema principale?" e Wagner rispose "Sì! Buona fortuna, Richard Wagner". In seguito a quell'episodio Wagner era solito chiamare Bruckner con l'appellativo "Bruckner, die Trompete" (Bruckner la tromba) e rimasero amici. Nella dedica, Bruckner scrisse di Wagner "l'inarrivabile signore famoso in tutto il mondo maestro di musica e poesia".
La prima esecuzione della sinfonia risale al 16 dicembre 1877, con la direzione di Bruckner stesso. Il concerto fu un completo disastro: nonostante Bruckner fosse un bravo direttore corale, si rivelò a malapena un direttore d'orchestra; il pubblico viennese, insoddisfatto di come iniziò l'esecuzione, lasciò a poco a poco la sala mentre l'orchestra suonava. Quando l'orchestra finì di suonare, abbandonò la sala lasciando Bruckner insieme ad alcuni suoi sostenitori. Due di questi, Gustav Mahler e Rudolf Krzyzanowski, prepararono una versione per piano a 4 mani del lavoro.

## Descrizione
La sinfonia comprende 4 movimenti:
1. Gemäßigt, mehr bewegt, misterioso (anche Sehr langsam, misterioso) Re minore (Durata: 21 min circa)
2. Adagio. Bewegt, quasi Andante Mi bemolle maggiore (Durata: 15-17 min circa)
3. Scherzo. Ziemlich schnell (also Sehr schnell) Re minore (Durata: 7-8 min circa)
4. Finale. Allegro (also Ziemlich schnell) Re minore (Durata: 14-15 min circa)

## Organico
La sinfonia richiede un organico di due flauti, due oboi, due clarinetti, due fagotti, quattro corni, tre trombe, tre tromboni, timpani e archi.